# Ко Дже Хьон
Ко Дже Хьон (кор. 고재현, нар. 5 березня 1999) — південнокорейський футболіст, півзахисник клубу «Тегу».

## Клубна кар'єра
Народився 5 березня 1999 року. У дорослому футболі дебютував 2017 року виступами за команду клубу «Тегу», кольори якої захищає й донині.

## Виступи за збірні
У 2018 році у складі збірної Південної Кореї до 19 років взяв участь в юнацькому (U-19) кубку Азії в Індонезії. На турнірі він зіграв у 6 матчах і допоміг своїй команді стати фіналістом турніру. Цей результат дозволив команді до 20 років кваліфікуватись на молодіжний чемпіонат світу 2019 року у Польщі, куди поїхав і Ко.